# Bárbara Guimarães
Bárbara dos Santos Guimarães (Sá da Bandeira, 21 de abril de 1973) é uma apresentadora de televisão portuguesa.

## Biografia e carreira
Filha de um escultor e de uma professora primária, nasceu em Sá da Bandeira, num parto assistido pelo médico Rodrigo Guedes de Carvalho, pai do jornalista com o mesmo nome.
Viveu a partir dos quatro meses em São João da Madeira, terra natal da mãe, até a família se mudar para Lisboa, tinha Bárbara oito anos. Pouco depois dos 20 abandonou o curso de Relações Internacionais da Universidade Lusíada, para se tornar jornalista.
Depois de passar pelo CENJOR, deu os primeiros passos como repórter da TVI e depressa ascendeu a pivot de informação, compartindo com Artur Albarran e Sofia Carvalho a apresentação do jornal dessa estação. No mesmo canal viria a estrear-se na apresentação de magazines culturais: primeiro Primeira Fila e, a seguir, 7 ponto 15.
Assim que recebeu a carteira profissional de jornalista, Bárbara Guimarães foi contratada pela SIC, não para o setor de informação da estação de Carnaxide, mas sim como apresentadora de entretenimento. Será assim como entertainer que Bárbara Guimarães obtém uma grande popularidade, apresentando concursos de grande audiência em Portugal, como Chuva de Estrelas e Furor, a que se seguiria o magazine social Mundo Vip.
Não deixaria, no entanto, a apresentação de formatos ligados às artes ou à divulgação de espetáculos — ainda na SIC generalista concebeu com o maestro António Vitorino de Almeida o programa de conversas Duetos Imprevistos. Quando surge a SIC Notícias regressa ao magazine televisivo, com Sociedade das Belas-Artes, a que se seguiram dois programas de entrevistas Oriente e Páginas Soltas, por onde passam algumas das mais destacadas personalidades das artes plásticas, música, teatro, cinema e literatura. Pelo meio passara pela rádio, mais precisamente pela Antena 1, onde apresentou o magazine Culto.
Na SIC generalista manteve-se como rosto da apresentação das edições anuais dos Globos de Ouro e do Campeonato da Língua Portuguesa. Ao deixar a SIC Notícias voltaria aos formatos da estação generalista orientados para o entretenimento — apresentou, sucessivamente, o reality-show Peso Pesado e os concursos de talentos Portugal Tem Talento e Família Superstar. Também foi elemento do júri do Ídolos.

## Televisão

### SIC
| Anos            | Canal        | Programa                                            | Observações                                                          |
| --------------- | ------------ | --------------------------------------------------- | -------------------------------------------------------------------- |
| 1997            | SIC          | Chuva de Estrelas 4                                 | Apresentadora                                                        |
| 1997 - 1998     | SIC          | Chuva de Estrelas 5                                 | Apresentadora                                                        |
| 1998            | SIC          | Furor                                               | Apresentadora                                                        |
| 1998 - 1999     | SIC          | Chuva de Estrelas 6                                 | Apresentadora                                                        |
| 1999 - 2000     | SIC          | Chuva de Estrelas 7                                 | Apresentadora                                                        |
| 1999            | SIC          | Duetos Imprevistos                                  | Apresentadora, com António Vitorino d'Almeida                        |
| 2001            | SIC Notícias | Terceiro Elemento                                   | Apresentadora                                                        |
| 2001 - 2003     | SIC Notícias | Sociedade das Belas-Artes                           | Apresentadora                                                        |
| 2002            | SIC          | Mentes Brilhantes                                   | Apresentadora                                                        |
| 2002 - 2004     | SIC Notícias | Oriente                                             | Apresentadora                                                        |
| 2006 - 2016     | SIC          | Globos de Ouro                                      | Apresentadora                                                        |
| 2006            | SIC          | Exclusivo SIC                                       | Apresentadora, com Ricardo Pereira                                   |
| 2006            | SIC Notícias | Páginas Soltas                                      | Apresentadora                                                        |
| 2006 - 2008     | SIC          | Campeonato da Língua Portuguesa                     | Apresentadora                                                        |
| 2007            | SIC          | Família Superstar                                   | Apresentadora                                                        |
| 2008            | SIC          | Natal de Esperança                                  | Apresentadora                                                        |
| 2009            | SIC          | Atreve-te a Cantar                                  | Apresentadora                                                        |
| 2009            | SIC          | MF - Sarilhos em Casa                               | Apresentadora, com Eduardo Madeira                                   |
| 2010            | SIC          | Verdade ou Talvez Não                               | Apresentadora                                                        |
| 2010            | SIC          | Gala de Natal Arredonda                             | Apresentadora                                                        |
| 2011            | SIC          | Portugal Tem Talento                                | Apresentadora                                                        |
| 2011            | SIC          | Peso Pesado 2                                       | Apresentadora                                                        |
| 2012            | SIC          | Ídolos 5                                            | Jurada                                                               |
| 2012            | SIC          | Toca a Mexer                                        | Apresentadora                                                        |
| 2013            | SIC          | Olé                                                 | Apresentadora, com José Figueiras                                    |
| 2013 - 2014     | SIC          | Factor X 1                                          | Apresentadora, com João Manzarra                                     |
| 2014            | SIC          | O Poder do Amor                                     | Apresentadora                                                        |
| 2015            | SIC          | Peso Pesado: Teen                                   | Apresentadora                                                        |
| 2017            | SIC          | E agora o que é que eu faço?                        | Apresentadora                                                        |
| 2018            | SIC          | Queridas Manhãs - Regresso às Aulas                 | Apresentadora                                                        |
| 2020            | SIC          | 24 Horas de Vida                                    | Apresentadora                                                        |
| 2020            | SIC          | Central de Natal                                    | Participação                                                         |
| 2021 / 2022     | SIC          | Estamos em Casa                                     | Apresentadora                                                        |
| 2021 / 2022     | SIC          | Júlia                                               | Apresentadora, na ausência de Júlia Pinheiro                         |
| 2021 - 2022     | SIC          | Alô Marco Paulo                                     | Apresentadora, ao lado de Marco Paulo, na ausência de Ana Marques    |
| 2021            | SIC          | Alô Portugal                                        | Apresentadora, ao lado de José Figueiras, na ausência de Ana Marques |
| 2021            | SIC          | A Máscara 3                                         | Concorrente                                                          |
| 2022            | SIC          | Cantor ou Impostor?                                 | Concorrente                                                          |
| 2022 (presente) | SIC Mulher   | Irresistível                                        | Apresentadora                                                        |
| 2023            | SIC          | SIC 30 Anos - É Bom Vivermos Juntos                 | Participação                                                         |
| 2023            | SIC          | Sangue Oculto                                       | Participação Especial                                                |
| 2024 (presente) | SIC Mulher   | Temos de Falar                                      | Apresentadora, com Ana Galvão e Ana Garcia Martins                   |
| 2024            | SIC          | Hell's Kitchen - Famosos (2.ª temporada)            | Concorrente                                                          |
| 2024            | SIC          | 46.º Festival Internacional do Circo de Monte-Carlo | Apresentadora, com José Figueiras                                    |

### TVI
- Passaporte
- Primeira Fila
- Novo Jornal

## Teatro
Bárbara Guimarães vai interpretar a diva do cinema Ava Gardner no teatro A Barraca, em Lisboa, a 21 de novembro.

## Vida pessoal
Casou com Pedro Miguel Ramos, em 1997 em Punta Cana, República Dominicana.
Posteriormente, foi casada com Manuel Maria Carrilho, de quem teve um filho e uma filha, Dinis Maria (30 de janeiro de 2004 (21 anos)) e Carlota Maria (10 de outubro de 2010 (14 anos)), separando-se em 2013.
Em 2012 foi capa da revista GQ numa produção ousada. Na entrevista afirmou "Sou atrevida por natureza. O meu marido adora, não acha mal nenhum".
Em outubro de 2013, apresentou uma queixa-crime à PSP por violência doméstica. Formalizou a queixa horas depois de a polícia ter sido chamada à residência onde viveu com Manuel Maria Carrilho durante o tempo em que esteve casada. A apresentadora pôs fim a uma situação que disse ser de agressões físicas continuadas. Além da queixa feita no dia 17 de outubro ao DIAP de Lisboa, contratou ainda os serviços de seguranças para evitar qualquer acto de violência do companheiro. Carrilho negou a acusação de violência doméstica e diz que apresentou queixa contra Bárbara Guimarães por ter sido impedido de entrar em casa. Observou também que Bárbara Guimarães está a "atuar como uma pessoa enlouquecida, fruto de "estar sistematicamente alcoolizada". Manuel Maria Carrilho acusou a apresentadora de ser «um perigo para os filhos» devido à sua dependência do álcool.
Em outubro de 2020, Carrilho foi absolvido do crime de violência doméstica sobre Bárbara Guimarães. O Tribunal Local Criminal de Lisboa, confirmou a decisão que já tomara anteriormente, tendo o caso sido reaberto por decisão do Tribunal da Relação de Lisboa.
O ex-ministro também afirmou que a apresentadora fugiu de casa aos 18 anos porque o padrasto "a tentava violar". Observou que Bárbara se fechava com as amigas na cozinha a beber álcool enquanto a Carlota chorava à porta porque tinha fome, considerando que Bárbara foi uma mãe negligente com a filha. Em 27 de abril de 2015, Carrilho foi condenado em tribunal por difamação.
A apresentadora processou Carrilho por “injúrias, calúnias e difamação”. Bárbara Guimarães também pediu uma ordem de restrição para Carrilho não se poder aproximar de si nem dos filhos do casal". Em janeiro de 2014, o Tribunal de Instrução Criminal de Lisboa proibiu Manuel Maria Carrilho de contactar a ex-mulher, ou de se aproximar ou entrar na sua residência. Esta decisão baseia-se com a “suspeita da prática”, por parte de Manuel Maria Carrilho, de “crime de violência doméstica”.
Uma decisão instrutória do Tribunal de Instrução Criminal de Lisboa afirma haver indícios de que a arguida Bárbara Guimarães cometeu o crime de violência doméstica contra Manuel Maria Carrilho. Em maio de 2015, os juízes do Tribunal da Relação de Lisboa decidiram não levar Bárbara Guimarães a julgamento e fizeram duras críticas à forma como uma juíza do Tribunal de Instrução Criminal acusou a apresentadora da SIC de violência doméstica contra o ex-marido, Manuel Maria Carrilho.
Em 2014 começou a namorar com Ernesto Neves, mais conhecido por Kiki Neves, filho de Nené Neves, figura do automobilismo português. A relação terminou no verão de 2015.
Em março de 2016, perdeu a guarda do filho, Dinis, que passou integralmente para o ex-marido, Manuel Maria Carrilho.
De março de 2017 a 2022, manteve uma relação com o empresário e antigo forcado Carlos Pegado.
Em agosto de 2018 anunciou que lhe foi diagnosticado cancro da mama e que foi submetida a cirurgia.
Em 19 de fevereiro de 2021, a polícia foi chamada à casa da apresentadora e retirou a filha, Carlota, da residência, para a entregar ao pai, Manuel Maria Carrilho, perdendo assim Bárbara Guimarães a guarda integral da filha, que tinha até então. Em setembro de 2021, depois de ser submetida a testes psicológicos e de álcool, conseguiu a guarda parcial da filha, Carlota, em 2/3 do tempo, pertencendo os restantes 1/3 - 10 dias por mês - ao ex-marido, Manuel Maria Carrilho.